# نظريات استيطان نيوزيلندا قبل وصول الماوريون
كانت النظرية التي تقترح بأن البولينيزيين (الماوريين) أول مجموعة عرقية استقرت في نيوزيلندا (اقترحها الكابتن جيمس كوك لأول مرة) سائدة بين علماء الآثار والأنثروبولوجيا منذ بداية القرن العشرين. قبل تلك الفترة وحتى عشرينيات القرن الماضي اقترحت مجموعة صغيرة من علماء الأنثروبولوجيا البارزين أن شعب الموريوري في جزر تشاتام يمثل أول مجموعة عرقية استوطنت نيوزيلندا في فترة ما قبل الماوري، لكن هذه الفرضية عارضها الأكاديميون والعلماء، وقد ساهم نشرها على نطاق واسع ودمجها في الكتب المدرسية في إطالة عمرها واستمرار وجودها في المخيلة الشعبية.
تكهَّن بعض الزوَّار الأوائل لنيوزيلندا أن النيوزيلنديين الأصليين قد يكونوا منحدرين من الإغريق أو الرومان أو المصريين القدماء، واعتقد بعض المبشرين المسيحيين أن أسلاف الماوريين ينتمون إلى قبائل بني إسرائيل المفقودة. ظهرت مجموعة متنوعة من الفرضيات والتخمينات حول المستوطنين الأوائل لنيوزيلندا خارج الأوساط الأكاديمية، يتضمن أغلبها أفكارًا من نظريات المؤامرة لأنها تتعارض مع نتائج آخر 100 عام من الأبحاث الأكاديمية.

## الحكايات الشعبية للماوري
توفر الحكايات والتقاليد الشعبية للماوري الركيزة الأساسية التي تستند عليها نظريات ما قبل الماوري. تتحدث الحكايات القديمة عن جميع أنواع الأرواح، والجن، والعمالقة، والغول الذين كانوا يعيشون في أجزاء من نيوزيلندا عندما وصل شعب الماوري. تتحدث أشهر هذه الأساطير عن الباتوبياريه وهم كائنات خارقة للطبيعة ذات بشرة فاتحة. علَّم باتوباياريه صناعة النسيج وشباك الصيد للماوريين، ولكنهم كانوا لا يستطيعون الخروج خلال النهار. تشبه هذه الأسطورة أسطورة كائنات بوناتوري الذين لا يستطيعون تحمل أشعة الشمس، لذلك كانوا يعيشون في المحيط.

## الفرضيات الأوروبية المبكرة
أصبحت الفرضيات التي تتحدث عن هجرة الشعوب الآرية شائعة خلال القرن التاسع عشر، وطُبقت على نيوزيلندا أيضًا. اقترح إدوارد تريغير في كتابه «الماوري الآري» الذي نشر في عام 1885 أن الآريين هاجروا من الهند إلى جنوب شرق آسيا ومن ثم إلى جزر المحيط الهادئ ومنها نيوزيلندا.
اقترحت كتابات بيرسي سميث وإيلسدون بيست في أواخر القرن التاسع عشر فرضيات أخرى حول سكان نيوزيلندا في فترة ما قبل الماوري. اعتمدت هذه الكتابات على نظريات مفادها أن شعب الماوري قد احتل مستوطنات سكان ماوريين أكثر بدائية من الموريوري (يوصفون أحيانًا بأنهم سلالة صغيرة البنية ذات بشرة داكنة من أصل ميلانيزي محتمل)، وشردهم في البر الرئيسي لنيوزيلندا، وأن جزيرة تشاتام كانت آخر مكان تواجدت فيه هذه السلالة. انتقد جوليوس فون هاست هذه الفكرة، مشيرًا إلى أن البدو الرحل الذين عاشوا بشكل أساسي على الصيد، حلوا محل شعب الماوري الذين اعتمدو على الزراعة وعاشوا في قرى صغيرة.

## النظريات الحديثة حول استيطان نيوزيلندا في فترة ما قبل الماوري
أجاب علم الآثار النيوزيلندي الحديث عن الكثير من الأسئلة المتعلقة بأصل وتاريخ الهجرات المبكرة لنيوزيلندا، لكن بعض الكُتاب استمروا في التكهن بأن نيوزيلندا اكتشفها الميلانيزيون أو السلتيون أو اليونانيون أو المصريون أو الصينيون قبل وصول شعب الماوري وأسلاف البولينيزيين، ودعمت بعض هذه الأفكار من قبل السياسيين والشخصيات الإعلامية.
دعم كتاب أسياد التراب لكيري بولتون نشر في عام 1987 نظرية الاستيطان الأوروبي قبل البولينيزي لنيوزيلندا، والذي ينص على أن: بولينيزيا كانت محتلة من قبل شعوب السلالات الأوروبية منذ العصور القديمة. ومن الكتب الأخرى التي دعمت هذه النظريات:
الانقسام الكبير: قصة نيوزيلندا ومعاهداتها (2012) للكاتب والصحفي إيان ويشارت، بالإضافة إلى مؤلَف إلى نهاية الأرض بقلم ماكسويل سي هيل وغاري كوك ونويل هيليام، وادعى هذا الكتاب أن نيوزيلندا اكتشفت من قبل مستكشفين من مصر القديمة واليونان.
لكن المؤرخين وعلماء الآثار يرفضون هذه النظريات. كتب مايكل كينغ في تاريخه لنيوزيلندا: على الرغم من كثرة نظريات الهواة حول الاستعمار الميلانيزي والمصري والفينيقي والكلتي لنيوزيلندا، لا يوجد دليل على أن أول المستوطنين البشريين كانوا شعوبًا غير البولينيزيين، وقال ريتشارد هيل أستاذ الدراسات النيوزيلندية في جامعة فيكتوريا في ويلينغتون في عام 2012: لم تجتاز أي من هذه النظريات أي فحص أو تدقيق أكاديمي. ووصفت هيو لاراسي من جامعة أوكلاند هذه النظريات بأنها (تكهنات جامحة) ويمكن نفيها بسهولة من قبل الأكاديميين المتخصصين.
اعتبر المؤرخ فينسينت أومالي من جمعية الآثار النيوزيلندية أن هذه النظريات عنصرية أو على الأقل ذات تحيز عنصري سياسي.

### أدلة مزعومة

#### مواقع
استدل داعمو النظرية بأحد المواقع الأثرية كدليل على مستوطنين محتملين ما قبل البولينيزيين، هذا الموقع هو جدار كايمانوا الذي يزعم البعض أنه بقايا بناء بشري قديم لم يكن باستطاعة الماوري بناؤه لأنهم لم يبنوا آثارهم الحجرية بهذه الطريقة. ادعى المؤلف المثير للجدل باري برايلسفورد أن قدماء الماوري قالوا إنَّ هذه الآثار بنيت قبل وصولهم. خلص العديد من علماء الأنثروبولوجيا والجيولوجيين إلى أن هذا الجدار ما هو إلا نتوء صخري طبيعي تشكل منذ 330 ألف سنة، وأكد مسح راداري لأرض المنطقة المحيطة بالجدار أنه ليس جزءًا من هرم وأن الصخر ليس له نظام ثابت أو غرف لعمق 12 مترًا، ولم يعثر على أي معدن عبر المسح الجيومغناطيسي.
أكد مارتن دوتري في كتابه الصادر عام 1999 بأن الآثار على تل سيلفرديل، أوكلاند هي قطع أثرية تركها سكان سلتيك ما قبل البولينيزيين، والذين عُرفوا وفقًا لنظريته باسم باتوبياري، واستخدموا الصخور كجزء من نظام بناء يمتد في جميع أنحاء المنطقة، يقول بروس هايوارد - المتحدث باسم الجمعية الجيولوجية - إن الصخور تشكلت في المحيط منذ 70 مليون سنة ودفعت بشكل طبيعي إلى التلال بمرور الوقت، والآثار على تل سيلفرديل ما هي إلا جزء من هذه الصخور.
من الهياكل والآثار المفترضة الأخرى للمستوطنين ما قبل البولينيزيين المدينة الحجرية في وايبوا، وجميع أنواع النقوش الصخرية والمنحوتات الموجودة في جميع أنحاء الجزر، ومعظم هذه الأفكار قدمها دوتري في كتبه، ورفضها علماء التاريخ والجيولوجيا.

#### «السكان البيض»
لفت ديفيد رانكين الانتباه إلى أساطير الماوري التي تشير إلى أن بعض الأشخاص فاتحي البشرة، كانوا موجودين بالفعل في جزر نيوزيلندا عند وصول البولينيزيين، وادعى وجود مؤامرة بين العلماء والأكاديميين لنفي هذه الأدلة ومنع التحقيق فيها. تستند هذه الأفكار إلى نظريات إيان ويشارت وماكسويل هيل.
يشير هؤلاء المنظرون عادة إلى السيدة ماتاموا كدليل على أن الماوري ذوي البشرة الفاتحة والشعر الذهبي والعيون الخضراء موجودون بالفعل. تدعي السيدة ماتاموا أنها واحدة من حوالي 2000 من أحفاد سلالة أصلها من إيران. أجري اختبار الحمض النووي عن طريق مشروع الجينوغرافي التابع لمنظمة ناشيونال جيوغرافيك، وأظهرت نتائج الحمض النووي لماتاموا مايلي: 28% شمال شرق آسيا، 20% جنوب شرق آسيا، 18% أوقيانوسيا، 12% شمال أوروبا، 12% البحر المتوسط، 6% أفريقيا جنوب الصحراء، و 4% جنوب غرب آسيا.
قد يدعي مؤيدو النظرية إلى أن الفرس قد نفيوا من المنطقة الواقعة غرب الهند ووصلوا بحرًا في نهاية المطاف إلى نيوزيلندا. خلصت دراسة نُشرت في دورية ناتشر من قبل جامعة ستانفورد في 8 يوليو عام 2020 إلى أنه في حوالي 1150 - 1230م حدث اتصال مشترك واحد بين البولينيزيين والسواحل الكولومبية. حللت الدراسة 807 أفرادًا من 17 مجموعة من الجزر و 15 مجموعة من السكان الأصليين في ساحل المحيط الهادئ وعثر على أقارب في المنطقتين.